# Situación legal de la ayahuasca por país
La situación legal de la ayahuasca por país hace referencia a la regulación existente respecto al uso de la bebida ayahuasca en cada país. A nivel internacional, uno de los componentes de la poción de ayahuasca, el alcaloide DMT (N,N-dimetiltriptamina), se encuentra dentro de la Lista 1 de la Convención sobre sustancias psicotrópicas de las Naciones Unidas de 1971 y por lo tanto se encuentra fiscalizado.
No obstante, las plantas y los preparados que contienen DMT, al igual que la decocción ayahuasca, no se encuentran sujetos a fiscalización de acuerdo a una carta específica del Secretario del Consejo de la Junta Internacional de Estupefacientes (JIFE) del 2000 y al Informe Anual 2010.

Ninguna planta (ni materiales vegetales) que contengan DMT se encuentran actualmente fiscalizados de acuerdo a la Convención sobre sustancias psicotrópicas de 1971. Por consiguiente, los preparados (ej. decocciones) elaborados a partir de estas plantas, incluyendo a la ayahuasca, no están bajo fiscalización internacional y, por lo tanto, no están sujetos a ningún artículo dentro de la Convención de 1971.
Control Internacional de los Preparados de Ayahuasca, 2000
Junta Internacional de Fiscalización de Estupefacientes

Si bien muchos países han suscrito la Convención sobre sustancias psicotrópicas de Viena de 1971, la gran mayoría de estos no hacen referencia explícita a los preparados que contienen DMT generándose así una laguna jurídica entre la legislación internacional y la mayoría de las legislaciones nacionales. Países como Francia y Ucrania si han reglamentado explícitamente la situación de la decocción ayahuasca.
Al no estar la posesión y transporte de la decocción ayahuasca prohibida expresamente en las legislaciones nacionales de cada país, esto puede generar detenciones ilegales de personas que violan el principio de legalidad y que posteriormente son liberadas como en el caso del 2012 en Chile.

## América del Sur

### Perú
En Perú el uso ritual de la ayahuasca está considerado, a través de la Declaratoria de Patrimonio Cultural de la Nación en la Resolución Directoral Nacional n.°836/INC del 24 de junio de 2008, como central dentro del desarrollo de la medicina tradicional amazónica y por lo tanto se busca desde el estado la protección del uso tradicional y el carácter sagrado del mismo «diferenciándolos de los usos descontextualizados, consumistas y con propósitos comerciales».

### Brasil
En Brasil el uso ritual de la ayahuasca está regulado a través de la Carta de Principios de las Entidades Religiosas Usuarias del Té Hoasca presentada en Río Branco el 24 de noviembre de 1991 y luego incorporada a la legislación a partir de la Resolución n.º 1 del Consejo Nacional de Políticas sobre Drogas (CONAD) el 25 de enero de 2010.

### Uruguay
En Uruguay no existe un marco regulatorio ni se encuentra prohibido el uso ritual de la ayahuasca. En 1975 Uruguay se adhirió a la Convención sobre sustancias psicotrópicas de Viena de 1971 mediante el Decreto Ley n. ° 14.369 del 8 de mayo de ese año. El Acta 14.294 de 1974 es la ley que regula las sustancias listadas en la Convención de Viena en el país, modificada luego por la Ley n. ° 17.016 publicada el 28 de octubre de 1998. Existe un caso de decomiso de 30 l de ayahuasca el 14 de noviembre de 2009 en la frontera de Uruguay con Brasil destinada para los rituales sincréticos de la iglesia daimista uruguaya Céu de Luz iniciándose un proceso judicial que terminó en el archivo del caso el 2012 y la no devolución de la bebida.

### Argentina
En Argentina, al igual que en Uruguay, no existe un marco legal específico para el uso ritual de la ayahuasca. En 1971 Argentina se adhirió a la Convención de Viena a través del Decreto 4589 emitido por el Poder Ejecutivo Nacional que aprobó la Ley n.º 19.303 el 28 de octubre de ese mismo año. No obstante el vacío legal respecto al uso ritual de la decocción de ayahuasca y la confirmación específica del 2000 y 2010 por parte de la Junta Internacional de Estupefacientes de las Naciones Unidas que la planta, sus partes y preparados no se encuentran bajo fiscalización internacional, se han generado detenciones en el país.

### Chile
Recién el 20 de diciembre de 1988 el gobierno de Chile suscribió el Convenio de Viena de 1971, promulgándose en el Decreto 543 del Ministerio de Relaciones Exteriores el 31 de mayo de 1990. En forma similar a Argentina y Uruguay, en Chile no existe una tradición de uso tradicional de la bebida y existe un vacío legal entre la normativa internacional que expresa que la planta y sus preparados no se encuentran bajo fiscalización y la normativa nacional que expresa que el DMT contenida es una sustancia sujeta a fiscalización.
No obstante, el 2012 se dio un fallo histórico por parte del Cuarto Tribunal de Juicio Oral en lo Penal en Santiago absolviéndose al curandero Rafael Ahumada Lira y a la psicóloga Danae Sáenz Razis de la acusación de tráfico ilícito hecha el 2009 cuando ambos fueron arrestados antes de una ceremonia de ayahuasca. Los magistrados José Delgado Ahumada, Geni Morales Espinoza y Graciela Gómez Quitral los absolvieron por unanimidad argumentando:

En relación a la acusación formulada por el Ministerio Público por el delito de tráfico ilícito de estupefacientes, previsto y sancionado en los artículos 3° de la ley 20.000, este tribunal ha determinado absolver a César Rafael Ahumada Lira y Danae Dimitra Sáenz Razis, teniendo especialmente presente para así decidirlo lo siguiente:

En primer término, con la prueba de cargo no se acreditó que los acusados se hayan concertado para ofrecer a un grupo numeroso de personas, la ingesta de dimetriltriptamina (DMT), en una solución acuosa obtenida de un extracto de la especie vegetal ayahuasca. En efecto, con la prueba rendido quedó demostrado que lo ofrecido por los imputados a terceros era una poción conocida internacionalmente con el nombre de ayahuasca y no DMT, como sostiene la acusación.

En segundo lugar, si bien se demostró que la decocción de la mencionada planta ayahuasca, complementada con la planta chacruna, produce un brebaje que se conoce como Ayahuasca, por ser esta el aporte principal, contiene algunas concentraciones de DMT presentes en la chacruna, no se demostró que las mismas provocaran algún riesgo para la salud de las personas.

En tercer lugar, cabe destacar que en el artículo 5° del Reglamento de la Ley 20.000, se señalan expresamente las especies vegetales productoras de sustancias estupefacientes o sicotrópicas, cuya siembra, plantación, cultivo y cosecha constituye el hecho punible, no mencionándose la Banisteriopsis caapi (ayahuasca) ni la Psychotria viridis (chacruna). Tampoco se menciona en dicho reglamento al brebaje Ayahuasca como sustancia prohibida, por lo que castigar a los imputados supondría una clara vulneración al principio de legalidad.

Por el contrario, de las cartas aportadas por la defensa, en donde existe un pronunciamiento expreso de la Junta Internacional de Fiscalización de Estupefacientes sobre la materia, se desprende que ningún brebaje obtenido de la decocción de las mencionadas plantas, está bajo fiscalización de dicho organismo, establecido en la Convención Única de 1961 sobre Estupefacientes. Y si bien hay países que han reglamentado, permitido o prohibido la Ayahuasca, en el caso de Chile no existe pronunciamiento del legislador al respecto.

Finalmente, con el cúmulo de antecedentes vertidos en el juicio, el tribunal adquirió la convicción de que lejos de constituir un peligro para la salud pública, la conducta desarrollada por los imputados ha reportado importantes beneficios para múltiples personas, varias de las cuales relataron en estrados sus experiencias.
Acta de Liberación RIT 229-2011
Sala del Cuarto Tribunal de Juicio Oral en lo Penal de Santiago
Poder Judicial de Chile

Junto a Brasil y Colombia, Chile es uno de los países líderes en investigación científica relacionada con los beneficios que aporta la decocción ayahuasca a la salud.

## En América del Norte

### Canadá
En Canadá, de acuerdo a la Ley de Drogas y Substancias Controladas de 1996, se prohíbe la importación, posesión, venta, distribución y administración de DMT, harmalina y harmalol.
No obstante, Salud Canada (Health Canada en inglés o Santé Canada en francés), el organismo del gobierno responsable por la salud pública nacional, el 2017 otorgó la exención a las iglesias sincréticas de origen brasileño de Céu do Montréal (Santo Daime) y União do Vegetal en Montreal para importar desde Brasil y servir la decocción de ayahuasca a sus miembros. En mayo de 2019, Salud Canada otorgó tres exenciones adicionales a las iglesias Ceu da Divina Luz do Montreal, Église Santo Daime Céu do Vale de Vida en Val-David (Quebec) y Ceu de Toronto.

### Estados Unidos
El 4 de junio de 2019 el Consejo de la Ciudad de Oakland y el 30 de enero de 2020 el Consejo de la Ciudad de Santa Cruz, ambas ciudades en California, aprobaron de manera unánime la decriminalización de la posesión, uso y cultivo de hongos y plantas enteogénicas: ayahuasca, iboga, peyote, san pedro y hongos psilocibios. La medida no legaliza o regula la venta de las mismas.
El 21 de septiembre de 2020, el Consejo de la Ciudad de Ann Arbor en Míchigan decriminalizó la posesión, compra, venta, cultivo y utilización de la ayahuasca, entre otras plantas. En noviembre de 2020, más del 76 por ciento de los votantes en Washington D. C. votaron a favor de una iniciativa para despenalizar plantas y hongos enteogénicos, incluida la ayahuasca. En 2021, más ciudades aprobaron la decriminalización, entre otros Detroit y Seattle.

## En Europa

### Italia
En Italia, la decocción de ayahuasca es ilegal desde el 14 de marzo de 2022. El DMT se incluye en la tabla I de la lista de sustancias estupefacientes y sicotrópicas a que se refiere el artículo 14 del Decreto Presidencial n. 309 de 1990. Sin embargo, la bebida llamada ayahuasca no se clasifica como una droga. Las plantas naturales que la componen, incluso si contienen DMT de forma natural, no se incluyen en ninguna lista de sustancias prohibidas. Anteriormente, la ayahuasca había sido declarada sustancia no narcótica en dos sentencias de la Corte Suprema de Casación (Sesión IV,  del 6 de octubre del 2005, n. 44229 y Sesión I, 16 de febrero de 2007, n. 19056) y una Nota del Ministerio de Salud (No. 6895 -44021, del 30 de diciembre de 2010).

### Francia
En Francia la posesión y uso de la decocción ayahuasca es ilegal desde el 2005.

### Ucrania
En Ucrania los extractos y tinturas de B. caapi, P. harmala y D. cabrerana se encuentran excluidos de la lista de estupefacientes, sustancias psicotrópicas y precursores ilícitos desde 2012.

### España
En España la enredadera ayahuasca (Banisteriopsis caapi) y sus preparados están incluidos en la lista de plantas cuya venta al público está prohibida o restringida debido a su toxicidad, según en la Orden SCO/190/2004 del Boletín Oficial del Estado n. 32 del 6 de febrero de 2004. Por otro lado, de acuerdo al Real decreto 2829/1977 del 16 de noviembre de 1977, el DMT (que se encuentra en Psychoria viridis y Diplopterys cabrerana) se encuentra en la Lista I de sustancias cuyo «uso, la fabricación, importación, exportación, tránsito, comercio, distribución y tenencia, así como la inclusión en todo preparado» se encuentra prohibido, excepto para fines científicos.